# Niederdeutsche Buchreihe
Die Niederdeutsche Buchreihe ist eine 1952 von Walter Lehmbecker (1898–1980) im Verlag Krüger & Nienstedt in Hamburg begründete und anfangs herausgegebene Buchreihe in niederdeutscher Sprache mit Bezug zu Mecklenburg. Ab ihrem zweiten Band wurde sie (mit) vom Kulturrat der Landsmannschaft Mecklenburg herausgegeben. Die Reihe umfasst nur wenige Bände.

## Übersicht
- Felix Stillfried: Plattdeutsche Erzählungen und Gedichte. Hamburg (1952)
- Friedrich Griese: Erzählungen. (1953)
- Heinrich Seidel: Ausgewählte Erzählungen und Gedichte. Bearb. von Walter Burmeister.
- Karl Trotsche: Ausgewählte Erzählungen. (1953)
- Richard Wossidlo: Bunte Blomen ut sinen Wischgorden. Bearbeitet von Carl-Friedrich Maass. (1954)